# ハーヴェイ・デイビス
ハーヴェイ・ピーター・デイヴィス（Harvey Peter Davies , 2003年9月3日 - ）は、イングランドのマージーサイド州リヴァプール出身のプロサッカー選手。EFLリーグ2・クローリー・タウンFC所属。ポジションはGK。

## 経歴

### クラブ
デイヴィスはU9からリバプールのアカデミーに入団した。 怪我からの復帰後、彼は2020-21シーズンのUEFAチャンピオンズリーグのレッドブル・ザルツブルク戦とレアル・マドリードとの準々決勝の両戦でベンチ入りした。2021年に17歳で初のプロ契約を結んだ。 そして、2022年7月にはクラブと新たな契約を結んだ。  その後、2022年夏のプレシーズン中、ファーストチームのトレーニングキャンプと東アジアツアーに参加し、シンガポールでクリスタルパレスとのプレシーズン親善試合に出場した。
2023年6月、デイヴィスが2023-24シーズン中、ローンでクルーに加入することが発表された。 19歳でプロデビューを果たし、2023年8月5日にホームGresty RoadでクルーFCデビューを果たしたが、マンスフィールド・タウンとの試合は2対2の引き分けに終わり、前半に2失点を喫した。 2023年8月9日、スタジアム・オブ・ライトで行われたEFLカップ第1ラウンドでチャンピオンシップチームのサンダーランドと1-1で引き分けた後、デイヴィスはPKをセーブし、クルーがPK戦で5-3で勝利するのに貢献した。

### 代表
デイヴィスは、2022年6月と7月にスロバキアで開催されたUEFA U-19欧州選手権で優勝したU-19サッカーイングランド代表の一員だった。 続いて2022年9月にはU-20サッカーイングランド代表に招集された。

## 個人成績

### クラブ
2024年3月3日現在
| クラブ        | シーズン | ディビジョン | リーグ | リーグ | FAカップ | FAカップ | EFLカップ | EFLカップ | その他 | その他 | 計   | 計     |
| クラブ        | シーズン | ディビジョン | 出場   | ゴール | 出場     | ゴール   | 出場      | ゴール    | 出場   | ゴール | 出場 | ゴール |
| ------------- | -------- | ------------ | ------ | ------ | -------- | -------- | --------- | --------- | ------ | ------ | ---- | ------ |
| クルー (loan) | 2023–24  | EFLリーグ2   | 27     | 0      | 3        | 0        | 2         | 0         | 0      | 0      | 32   | 0      |
| クルー (loan) | 計       | 計           | 27     | 0      | 2        | 0        | 2         | 0         | 0      | 0      | 32   | 0      |

## タイトル

### クラブ
リヴァプールFC
- FAコミュニティ・シールド:2022[10]

### 代表
- UEFA U-19欧州選手権:2022[7]